# Murony
Murony es un pueblo ubicado en el distrito de Békés, en el condado de Békés, Hungría.

## Superficie
Posee una superficie de 35,70 kilómetros cuadrados.

## Demografía
Hasta 2019 la población era de 1095 habitantes, con una densidad de población de 30,67 habitantes por kilómetro cuadrado.